# Pankaj Naram

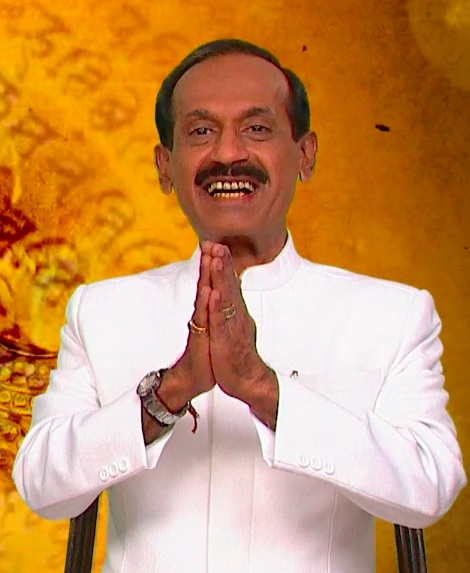
Pankaj Naram mit Namaste-Gruß bei den Dreharbeiten zu Ancient Healing

Pankaj Naram (* 4. Mai 1955 in Mumbai; † 19. Februar 2020 in Mumbai) war ein indischer Ayurveda-Arzt, der unter anderem durch zahlreiche Auftritte im Fernsehen eine internationale Bekanntheit erlangte.

## Leben und Werk
Er studierte an der Bombay University, erreichte verschiedene Abschlüsse in ayurvedischer Medizin und war anschließend beim Medical Council of Indian Medicine als Arzt registriert. Dann erlernte er von dem Ayurveda-Arzt und Heiler Baba Ramdas weitergehende alte Heilmethoden, wie z. B. Pulsdiagnose.
Naram war von 1987 bis 2012 Direktor der Ayushakti Ayurveda in Mumbai. Er ist Gründer und Direktor der Ancient Youth Secret, einem Hersteller traditioneller Kräuter-Produkte.
Er erlangte internationale Bekanntheit durch sein Fernsehprogramm Yoga for You, von dem seit 2008 über 3000 Folgen durch den Sender Zee TV in 169 Länder gesendet wurden. Seit 2016 wurde von dem Sender Colors TV das Programm Ancient Healing gesendet. In beiden Programmen gab Naram Gesundheitstipps auf der Basis von Diät, Lifestyle und traditionellen Hausmitteln.
Nach den Terroranschlägen am 11. September 2001 unterstützte Naram Rettungskräfte und Helfer, die bei den Rettungsarbeiten am World Trace Center gesundheitliche Schäden durch Rauch und Giftgase erlitten hatten, durch ayurvedische Medizin und Behandlungen. Eine begleitende unabhängige wissenschaftliche Studie stellte dabei die Wirksamkeit der eingesetzten ayurvedischen Medizin fest.
Für seine humanitäre Arbeit, insbesondere für seinen Einsatz für die Rettungskräfte des 11. Septembers 2001 wurde Naram durch das Parlament von New Jersey mit dem Titel Humanitarian of the Year Award ausgezeichnet.
Seit 2017 unterrichtete Naram am Steinbeis-Transfer-Institut Gesundheitskompetenz und Gesundheitsbildung der Steinbeis-Hochschule Berlin SHB.
Naram verstarb am 19. Februar 2020 in Mumbai.